# Eugène Labiche
Eugène Marin Labiche (6. květen 1815 – 22. leden 1888) byl francouzský dramatik, navazující na dílo Eugène Scribeho a nazývaný králem vaudeville.

## Život
Narodil se v zámožné kupecké rodině v pařížské Rue de la Verrerie. Už ve dvanácti letech přispíval do časopisu Chérubin. Studoval na Lycée Condorcet a Lycée Chaptal. Cestoval po Itálii a na Pařížské univerzitě se stal doktorem práv. 
Byl kritikem pro Revue des théâtres a v roce 1837 měla premiéru jeho první hra. Byl velmi plodným spisovatelem a je mu přisuzován podíl na autorství až 220 her. Jeho nejčastějšími spolupracovníky byli Marc-Michel a Auguste Lefranc, s nimiž používal dohromady pseudonym Paul Dandré. Jeho nejznámějším dílem je dodnes uváděná komedie Slaměný klobouk, která byla také opakovaně zfilmována (René Clair 1928, Wolfgang Liebeneiner 1939, Oldřich Lipský 1971, Leonid Kvinichidze 1974). Napsal také román La Clé des champs.
Od roku 1853 žil v Souvigny-en-Sologne, kde byl také zvolen starostou. Byl mu udělen Řád čestné legie a v roce 1880 se stal členem Francouzské akademie. Je po něm pojmenována Rue Eugène-Labiche v Paříži.
Je pohřben na Cimetière de Montmartre.

## Dílo
- Muž, který má naspěch
- Fricando
- Případ v Klášterní ulici
- Paroháči
- Slaměný klobouk
- Nejšťastnější ze tří